# ایندی راک
ایندی راک (به انگلیسی: Indie rock) به گونه‌ای از موسیقی راک گفته می‌شود که در دههٔ ۱۹۸۰ میلادی در آمریکا و انگلیس پدیدآمد. کلمه ایندی‌راک کوتاه شدهٔ کلمه Independent rock به معنی راک مستقل است و به این معنی است که گروه یا خواننده مورد نظر در این سبک موزیک، کمپانی به خصوص و معروفی ندارد. موسیقی ایندی راک اغلب برای توصیف شیوهٔ تولید و پخش آثار گروه‌های موسیقی زیرزمینی مستقل به‌کار می‌رود و همچنین سبک موسیقی هنرمندانی که آثارشان به این شیوه تولید و منتشر می‌شوند.
هنرمندان ایندی راک به‌خاطر مواردی چون استقلال مطلق در تصمیم‌گیری در تمام مراحل ساخت و ضبط آثارشان، انتشار آلبوم‌های‌شان تحت برچسب پخش‌کنندگان مستقل، اتکای‌شان به برگزاری تورهای موسیقی پس از انتشار اثر، پخش شدن آثارشان از ایستگاه‌های رادیویی مستقل یا کالج‌ها و-در سال‌های اخیر-معرفی‌شان به مخاطبان از طریق اینترنت شناخته شده هستند.
هنرمندانی که در ردهٔ «ایندی» طبقه‌بندی می‌شوند به جای آن‌که تحت پوشش شرکت‌های معظم موسیقی درآیند معمولاً کارهای‌شان را با برچسب ضبط مستقل روانهٔ بازار می‌کنند. گرچه نمونه‌های بسیاری را می‌توان نام برد که در اواسط دوران فعالیت‌شان و پس از مشهور شدن، تحت پوشش شرکت‌های معروف درآمده‌اند. این اتفاق اهمیت پایبندی به سلوک ایندی و حد و مرز این سبک با جریان روتین موسیقی را کم‌رنگ می‌کند و اغلب موضوع مورد بحث هواداران این گروه‌ها است. نکتهٔ دیگر این است که با وجود آن‌که بعضی گروه‌ها بیشتر نیرو و مهارت موسیقی‌شان را صرف برآوردن نیازهای تجاری شرکت‌های حامی‌شان می‌کنند، به خاطر جنس صداهای‌شان و اصول سبک‌شناسی از سوی نشریه‌های موسیقی در ردهٔ ایندی قرار می‌گیرند. ریدیوهد نمونه‌ای بارز از این نوع گروه‌ها است.

## نمونه گروه‌ها
- ردیوهد
- اسکول آو سون بلز
- فلورنس اند د مشین
- ادیتورز

## جشنواره‌ها
- فان فان فان فست